# René Ménil
 (février 2020).
Si vous disposez d'ouvrages ou d'articles de référence ou si vous connaissez des sites web de qualité traitant du thème abordé ici, merci de compléter l'article en donnant les références utiles à sa vérifiabilité et en les liant à la section « Notes et références ».
Pour les articles homonymes, voir Ménil.
René Ménil, né le 15 février 1907 au Gros-Morne en Martinique et mort le 29 août 2004 à Saint-Luce, est un philosophe et essayiste martiniquais. 
Professeur de philosophie au lycée Victor-Schœlcher de Fort-de-France, il fait partie des penseurs martiniquais et des initiateurs de la littérature martiniquaise engagée avec Aimé Césaire et Édouard Glissant.
Il est cofondateur de la revue Légitime défense en 1932 et avec Aimé Césaire de la revue
Tropiques en 1941.

## Biographie
De 1947 à 1982, il est l'époux de Claudine Ménil née Benoist (1922-1982), première femme architecte de la Martinique dont il aura deux fils Georges et Michel. Il épouse en secondes noces Geneviève Sézille, professeure de gestion et auteure-compositrice de chansons pour enfants.

### Combat contre l'assimilation, l'aliénation culturelle et le colonialisme
René Ménil fait ses études en France métropolitaine où il côtoie les écrivains surréalistes. Il est également très proche du Parti communiste français qui le forme à l'idéologie marxiste. Il est un des intellectuels qui, au contact des mouvements de décolonisation et formés à l'idéologie marxiste, entreprennent de sortir la pensée antillaise de l'assimilation vers l'autonomie. Une prise de position qui, dans le contexte historique de l'époque, s'apparente à de la résistance. En 1932, il crée une revue d'inspiration marxiste, révolutionnaire et surréaliste Légitime Défense avec des étudiants martiniquais : Étienne Léro, Thélus Léro, Jules Marcel Monnerot, Michel Pilotin, Maurice Sabas Quitman, Auguste Thésée, Pierre et Simone Yoyotte...  Il publie un manifeste, reconnu comme le premier manifeste anticolonialiste de Martinique Légitime Défense où figure l'engagement de tous ces jeunes étudiants martiniquais précités aussi impliqués que lui dans une réflexion sur l'avenir de la Martinique et sur leur identité. Dans ce manifeste, ils dénoncent le colonialisme et le danger que représente, selon eux, la notion d'assimilation pour l'identité et la culture antillaise. René Ménil déclare : « Dans le système colonial, la conscience des colonisés est façonnée, modelée conformément aux valeurs et aux vérités des maîtres. C'est dire que, dans chaque colonisé, le colonisateur a introduit, dans l'âme même du colonisé, les sentiments, les idées du maître. Dans chaque colonisé nous aurons une âme blanche dans un corps noir ».
Dans la revue Légitime Défense peut se lire cette déclaration sur les comportements et attitudes de l'antillais victime d'aliénation culturelle : « L'Antillais, bourré à craquer de morale blanche, de culture blanche, de préjugés blancs, étale dans ses plaquettes l'image boursouflée de lui-même. D'être un bon décalque d'homme pâle, lui tient lieu de raison sociale aussi bien que de raison poétique. ». » En outre, René Ménil et ses compagnons se dressent aussi contre « l'aliénation culturelle des populations noires des Caraïbes au modèle occidental ». C'est donc à travers la résistance politique qu'une littérature martiniquaise dite « engagée » s'est structurée et développée.
L'unique numéro - 1 - de Légitime Défense, un feuillet comme l'a dit avec humour René Ménil[réf. nécessaire], est un recueil de textes et de poèmes. Y figurent ainsi :
- Jules-Marcel Monnerot : Note touchant la bourgeoisie de couleur française
- Maurice-Sabas Quitman : Le paradis sur terre
- René Ménil : Généralités sur l'écrivain de couleur antillais
- Étienne Léro : Civilisation et Misère d'une poésie
- Un extrait du roman de Claude McKay Banjo : L'étudiant antillais vu par un noir américain.
- Des poèmes de Simone Yoyotte ; Jules-Marcel Monnerot, Étienne Léro, René Ménil.

Après la parution de Légitime Défense, le groupe a publié en 1933 d'autres articles signés Légitime Défense. Douze ont ainsi été recensés et figurent dans la réédition de la revue en 2020.
Le mouvement « Légitime Défense » cesse d'exister et en 1935, René Ménil crée le groupe communiste Front Commun qui a une vie assez brève à la suite du ralliement au groupe communiste « Jean Jaurès » créé par Jules Monnerot. Cette alliance va constituer la Région Communiste de la Martinique affiliée au Parti Communiste Français.  
Avec la Seconde Guerre mondiale, le régime de Vichy, alors incarné par l'amiral Robert, prend place au cœur de la Martinique. Face à l'arbitraire, René Ménil s'engage alors aux côtés d'Aimé Césaire, Suzanne Césaire, Aristide Maugée et Georges Gratiant dans la publication de Tropiques, en 1941. Dans une veine littéraire classique et soutenue, ces intellectuels fustigent clairement la colonisation, l'assimilation et le nationalisme français. La revue est interdite deux années plus tard.

### Définition de l'identité et de la culture antillaise
En 1946, la Martinique devient département français et une partie des intellectuels de l'île s'intéressent de plus en plus aux mouvements internationaux de décolonisation. René Ménil, quant à lui, reste fidèle à son parcours politique et publie Tracées, qui, plus tard, figurera dans Antilles déjà jadis, un ouvrage de référence[réf. nécessaire]. Dans tous ses écrits, René Ménil a proposé à ses lecteurs une vision toujours critique de la société dans laquelle il vivait et de la littérature contemporaine. Entre textes poétiques, rhétoriques, et productifs, ses écrits nous offrent une multitude de sentiments divers. Il n'a cessé durant toute sa vie de plaider pour une véritable littérature antillaise et de chercher à définir l'identité martiniquaise. En effet, il fut l'un des premiers penseurs à donner une définition de la culture antillaise et à indiquer les voies de son émergence. La culture antillaise dit-il : « c'est une façon d'être, de se comporter, de parler...Ce sont les croyances répandues dans nos campagnes et nos villes, ce sont ces fêtes et ses danses, ces objets fabriqués par nos artisans, cette littérature publiée par nos écrivains, ces gestes, ces attitudes corporelles dans la marche ou dans la danse, les expressions du visage dans la conversation, la façon de raconter et les tours du langage, les éléments spécifiques de l'habitat, toutes choses pour l'essentiel inimitables et dont l'ensemble a donné lieu à la formation d'une communauté psychique, d'une mentalité commune... Antillaise est notre culture, pour avoir réuni au cours de l'histoire et combiné ensemble dans un syncrétisme original tous ces éléments venus des quatre coins du monde, sans être aucun de ces éléments en particulier ».

### Un des théoriciens de l'autonomie martiniquaise
Les 21 et 22 septembre 1957, René Ménil, Georges Gratiant, Léopold Bissol et Victor Lamon fondent le Parti communiste martiniquais. Le PCM aura comme mot d'ordre l'autonomie pour la Martinique. René Ménil et le PCM considèrent que, malgré la transformation de la Martinique en département d'outre-mer, sa situation économique et sociale n'a guère évoluée et préconisent purement et simplement pour elle une évolution statutaire. Mais il faudrait selon René Ménil préparer le peuple martiniquais à accepter ce changement en accélérant la prise de conscience nationale. René Ménil déclarait : « Si le peuple antillais existe et s'il a conscience de former une communauté vivante, il a par là même le droit imprescriptible de se gouverner souverainement ». En outre, il considérait que « l'action idéologique et pratique doit viser la triple opération de rétablir la conscience des antillais dans la vérité de la vie, de procéder à l'appropriation de notre économie qui est une partie de nous-mêmes, de nous approprier le pouvoir politique sans lequel nous sommes des jouets aux mains des autres... Enfin, une troisième condition sans laquelle la culture ne peut pas exister, c'est la reprise, la récupération du pouvoir politique dans la société antillaise par les antillais eux-mêmes, ce qu'aujourd'hui nous appelons l'autonomie ». Incontestablement, René Ménil et Aimé Césaire sont les théoriciens de l'autonomie martiniquaise durant les années 1950 et 1960. René Ménil et Aimé Césaire avaient des convergences idéologiques sur la question de l'autonomie martiniquaise, pour preuve Aimé Césaire déclarait en 1967 au sujet de l'autonomie : « Cette indispensable conquête du pouvoir politique par le peuple martiniquais, nous, le PPM, nous pensons qu'elle ne peut se faire par l'accession de la Martinique à l'autonomie dans l'ensemble français...tout en restant dans le cadre français, nous entendons pouvoir prendre librement les décisions qui nous concernent au premier chef en tant que martiniquais et exécuter nous-mêmes ces décisions...par conséquent nous préconisons dès maintenant l'institution d'une assemblée délibérante martiniquaise souveraine dans un certain nombre de domaines lesquels sont à délimiter, et d'un exécutif martiniquais ». Ils étaient tous les deux contre le séparatisme avec la France mais pour une Martinique autonome dans une France fédérée.  Le 14 février 1960, le PCM adopte un nouveau projet de statut pour la Martinique en proposant un territoire autonome fédéré à la République française. Les pouvoirs du territoire seraient exercés par une Assemblée législative et par un Conseil de Gouvernement. René Ménil sera l'un des inspirateurs de ce projet de statut pour la Martinique.
De 1963 à 1981, René Ménil publie la revue trimestrielle Action qui présentait des études sur la politique, l'économie, les problèmes de société, la culture et le mouvement révolutionnaire mondial.
En 1999, il reçoit le Prix Frantz-Fanon pour son essai Antilles déjà jadis et « pour reconnaître toute son œuvre littéraire ».
Il meurt le 29 août 2004 à quatre-vingt-dix-sept ans.

## Œuvres
- Légitime défense, 1932, réédition par Jean-Michel Place en 1979, puis en 1997, préface de René Ménil  (ISBN 978-2-8589-3028-9).
- Légitime Défense réédition par Geneviève Sézille-Ménil en 2020 (revue et augmentée).  (ISBN 978-2-956-99660-6)
- Pour l'émancipation et l'identité du peuple martiniquais, textes de René Ménil recueillis et annotés par Geneviève Sézille-Ménil, éditions L'Harmattan, 2008
- Tracées : identité, négritude, esthétique aux Antilles, éditions Robert Laffont, 1992
- Antilles déjà jadis, 1999 - Prix Frantz fanon
- René Ménil éveilleur de consciences, tome 1 et 2, Articles, correspondance, recueillis et annotés par Geneviève  Sézille-Ménil

René Ménil est l'auteur de nombreux articles politiques dans le journal Justice, organe du Parti Communiste Martiniquais, ainsi que dans la revue Action qu'il dirigea.

## Hommages
Le 15 juillet 2021, la municipalité de Fort-de-France a dénommé le giratoire situé devant le lycée Victor-Schœlcher du nom du philosophe René Ménil. 